# Державний кордон Панами

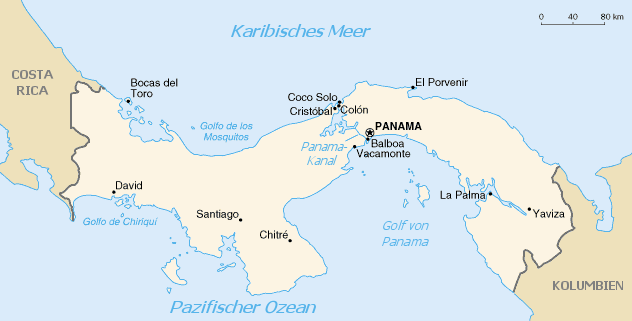
Карта Панами

Державний кордон Панами — державний кордон, лінія на поверхні Землі та вертикальна поверхня, що проходить по цій лінії, що визначають межі державного суверенітету Панами над власними територією, водами, природними ресурсами в них і повітряним простором над ними.

## Сухопутний кордон
Загальна довжина кордону — 687 км. Панама межує з державами. Уся територія країни суцільна, тобто анклавів чи ексклавів не існує. З 1900 до 1999 року територія країни була розділена на два окремих масиви Зоною Панамського каналу під адміністрацією США.
Ділянки державного кордону
| Держава    | Ділянка | Довжина (км) | Прикордонні регіони | Примітки |
| ---------- | ------- | ------------ | ------------------- | -------- |
| Колумбія   | схід    | 339          |                     |          |
| Коста-Рика | захід   | 348          |                     |          |

## Морські кордони

Морські кордони Панами

Панама на півночі омивається водами Карибського моря Атлантичного океану, на півдні — Тихого. Загальна довжина морського узбережжя 2490 км. Згідно з Конвенцією Організації Об'єднаних Націй з морського права (UNCLOS) 1982 року, протяжність територіальних вод країни встановлено в 12 морських миль (22,2 км). Прилегла зона, що примикає до територіальних вод, в якій держава може здійснювати контроль, необхідний для запобігання порушень митних, фіскальних, імміграційних або санітарних законів, простягається на 24 морські милі (44,4 км) від узбережжя (стаття 33). Виключна економічна зона встановлена на відстань 200 морських миль (370,4 км) від узбережжя, до континентальної брівки.